# Поисковый маркетинг
Поисковый маркетинг (англ. Search engine marketing (SEM)) — комплекс мероприятий, направленный на увеличение посещаемости сайта его целевой аудиторией с помощью поисковых машин.
К методам поискового маркетинга относятся все методы, решающие эту задачу, начиная от прямого привлечения целевого трафика ссылками из менее релевантных сайту мест, заканчивая работами внутри сайта, обеспечивающих увеличение релевантности сайта для своей ЦА (тем самым увеличивается видимость сайта в поисковых системах за счет переранжирования результатов выдачи в пользу этого сайта по ключевым запросам). По сути, поисковый маркетинг занимается перераспределением трафика в интернете из мест, менее релевантных запросу в места с большей релевантностью по ним же (Е. Тарасов).
Почему используется именно термин «маркетинг», а не «реклама»? Потому, что понятие «реклама» — это цель, а маркетинг — средство увеличения эффективности рекламы.
С помощью поискового маркетинга можно привлечь только ту аудиторию, которая сама заинтересована в приобретении товаров и услуг заказчика.

## Рынок
В 2007 году рекламодатели США потратили 24,6 млрд долларов США на поисковый маркетинг. Во втором квартале 2015 года на долю Google (73,7 %) и партнерства Yahoo / Bing (26,3 %) пришлось почти 100 % расходов США на поисковую систему. С 2006 года поисковый маркетинг рос гораздо быстрее, чем традиционная реклама и даже другие каналы онлайн-маркетинга. Управление поисковыми кампаниями осуществляется либо напрямую у поставщика поискового маркетинга, либо у поставщика инструментов для него. Это также может быть самообслуживание или через рекламное агентство. По состоянию на октябрь 2016 года Google лидирует на мировом рынке поисковых систем с долей рынка 89,3 %. Bing занимает второе место с долей рынка 4,36 %, Yahoo занимает третье место с долей рынка 3,3 %, а китайская поисковая система Baidu занимает четвёртое место в мире с долей около 0,68 %.

## История
По мере увеличения числа сайтов в сети в середине-конце 1990-х годов начали появляться поисковые системы, помогающие людям быстро находить информацию. Поисковые системы разработали бизнес-модели для финансирования своих услуг, такие как программы оплаты за клик, предлагаемые Open Text в 1996 году, а затем Goto.com в 1998 году. Позже Goto.com изменил свое название на Overture в 2001 году, и после был куплен Yahoo! в 2003 году. Теперь компания предлагает платные возможности поиска для рекламодателей через Yahoo!Search Marketing. Google также начал предлагать рекламу на страницах результатов поиска в 2000 году с помощью программы Google Ads. К 2007 году программы с платой за клик стали основным источником дохода для поисковых систем. На рынке, где доминирует Google, в 2009 году Yahoo! и Microsoft объявили о намерении создать альянс. Yahoo! & Microsoft Search Alliance в конечном итоге получил одобрение регулирующих органов в США и Европе в феврале 2010 года.
Консультанты по поисковой оптимизации расширили свои предложения, чтобы помочь компаниям узнать о рекламных возможностях, предлагаемых поисковыми системами, и использовать их. Появились новые агентства, специализирующиеся в основном на маркетинге и рекламе в поисковых системах. Термин «маркетинг в поисковых системах» был популяризирован американским журналистом и предпринимателем Дэнни Салливаном в 2001 году. Он используется для охвата спектра видов деятельности, связанных с выполнением поисковой оптимизации, управлением платными списками в поисковых системах, представлением сайтов в каталогах и разработкой стратегий онлайн-маркетинга для предприятий, организаций и отдельных лиц.

## Технологии поискового маркетинга
Контекстная реклама — распространение информации о сайте или компании в поисковых системах путём размещения контекстных рекламных объявлений на выбранные слова.
Поисковая оптимизация (продвижение сайта, оптимизация сайта, поисковая оптимизация, SEO) — совокупность действий по изменению сайта и элементов внешней среды с целью получения высоких позиций в «естественных» результатах поиска по заданным запросам. SEO служит средством привлечения пользователей за счет повышения качества и полезности ресурса, создания уникального контента, грамотного употребления ключевых слов, а также устранения возможных барьеров в коде или структуре сайта при его индексировании.
Пограничный случай поисковой и контекстной рекламы — размещение рекламных объявлений в результатах поиска по тематическому сайту-рекламной площадке.
Стоит иметь в виду что этими технологиями поисковый маркетинг не исчерпывается. Уже сейчас оформляются новые техники: поисковый маркетинг под социальные сети (Social media optimization) и под видео (Video search marketing). Развитие интернета позволяет предположить появление новых видов технологий.
С развитием искусственного интеллекта в сферу SEO внедряются новые технологии полуавтоматического (seo copilot) и автоматического продвижения (autopilot). Эти системы используют методы машинного обучения для оптимизации страниц сайта, написания и оптимизации статей, что способствует повышению позиций в поисковой выдаче. Технологии copilot помогают SEO специалистам в процессе оптимизации, предоставляя рекомендации и автоматизируя часть задач, в то время как системы autopilot способны полностью управлять процессом продвижения, анализируя данные и принимая решения в режиме реального времени.
В целом для поискового маркетинга характерны следующие черты:
- Работа под конкретные запросы (ключевые слова).
- Связь с поиском (поисковые системы, поиск по сайту).
- Принятие во внимание контекста (тематики рекламной площадки и проч.)

## Примеры
Google Ads признается в качестве рекламного веб-инструмента, поскольку в нём используются ключевые слова, которые могут явно доставлять рекламу пользователям сети, которые ищут информацию в отношении определённого продукта или услуги. Он является гибким и предоставляет настраиваемые параметры, такие как рекламные расширения, доступ к сайтам без поиска, использование контекстно-медийной сети для повышения узнаваемости бренда. Проект зависит от цены за клик (CPC), при которой может быть выбрана максимальная цена за день для кампании, таким образом, оплата услуги применяется только в том случае, если был клик на объявление. Компании поискового маркетинга приступили к реализации проектов AdWords как способа рекламы своих услуг SEM и SEO. Одним из наиболее успешных подходов к стратегии этого проекта было сосредоточиться на том, чтобы рекламные фонды были разумно инвестированы. Более того, компании, занимающиеся поисковым маркетингом описывают AdWords как практический инструмент для увеличения потребительских доходов от инвестиций в интернет-рекламу. Использование инструментов отслеживания конверсий и Google Analytics было сочтено целесообразным для представления клиентам эффективности их холста от клика до конверсии. Поддержка AdWord могла бы способствовать росту веб-трафика для ряда сайтов его потребителей — на 250 % всего за девять месяцев.
Ещё один способ управления поисковым маркетингом — контекстная реклама. Здесь маркетологи размещают рекламу на других сайтах или порталах, которые несут информацию, относящуюся к их продуктам, так что реклама попадает в круг видимости браузеров, которые ищут информацию с этих сайтов. Успешный план поискового маркетинга — это подход, позволяющий зафиксировать отношения между поисковыми системами, предприятиями и поисковыми системами. Поисковые системы не были важны для некоторых отраслей в прошлом. Однако, в последние годы использование поисковых систем для доступа к информации стало жизненно важным для расширения деловых возможностей. Использование стратегических инструментов поискового маркетинга для таких предприятий, как туризм, может привлечь потенциальных потребителей для просмотра их продуктов, но это также может создать различные проблемы. Этими проблемами могут быть конкуренция, с которой компании сталкиваются в своей отрасли, и другие источники информации, которые могут привлечь внимание онлайн-потребителей. Чтобы помочь в борьбе с трудностями, основной целью для компаний, применяющих поисковый маркетинг, является улучшение и поддержание их рейтинга как можно выше, чтобы они могли получить видимость. Поэтому поисковые системы корректируют и разрабатывают алгоритмы и критерии сдвига, по которым веб-страницы ранжируются последовательно для борьбы с неправомерным использованием и спамом в поисковых системах, а также для предоставления наиболее релевантной информации поисковикам. Это может улучшить отношения между поисковиками информации, предприятиями и поисковыми системами, если понять стратегии маркетинга для привлечения бизнеса.

## Поисковый маркетинг в Рунете
Выделение поискового маркетинга в Рунете в отдельную самостоятельную стратегию, вид в интернет-рекламе связано с:
- ростом рынка контекстной и поисковой рекламы. Он опережает рост медийной рекламы (так в 2006 году она выросла на 120 % относительно 2005 года).
- в абсолютных цифрах поисковая реклама составляет больше половины всего рынка интернет-рекламы.
- бумом поисковой оптимизации объём рынка в 2005—2006 году составил 70-100 млн долларов.[13].
- на данный момент рынок продолжает расти, увеличивая годовой оборот (на момент 2010 г. он составляет 300 млн у.е.), несмотря на то, что рост количества игроков на рынке замедлился[14].
- по данным РАЭК рынок поисковой оптимизации в 2012 году составил 8,56 млрд руб., продемонстрировав рост на 19 % по сравнению с данными за 2011 год[15].

Сейчас термин «поисковый маркетинг» мало распространен в Рунете, вместо него часто используют «комплексный подход к продвижению сайтов в интернете». Или: «методы продвижения (раскрутки) сайтов», «комплексное продвижение (раскрутка) сайтов».

## Безопасность поискового маркетинга
В связи с тем, что поисковый маркетинг используется огромным количеством сайтов для привлечения новых клиентов и пользователей, фильтровать каждый сайт вручную не представляется возможным. Поэтому у популярных в России и мире поисковых систем существуют автоматизированные инструменты для проверки объявлений контекстной рекламы и сайтов в поисковой выдаче на заражение и противоправный и запрещенный контент.
Самыми распространенными инструментами являются Google Safebrowsing и Яндекс Safebrowsing, которые проверяют каждый сайт в своей поисковой выдаче на наличие вирусов и другого вредоносного кода. В случае обнаружения на проверяемых сайтах вредоносного кода, за счет этих инструментов, поисковые системы блокируют веб-сайт, помечая сайт как угрожающий безопасности компьютера, что влечет резкое снижение переходов с поисковых систем.
При этом, по данным проведенного сервисом защиты сайтов SiteSecure исследования безопасности коммерческих сайтов России за 1 кв. 2015 года, сайт блокируется поисковыми системами в среднем на 7 дней, что приводит к потере до 1/4 ежемесячной выручки, приносимой сайтом.
Сайт помеченный поисковыми системами как небезопасный, не может быть посадочной страницей рекламных объявлений контекстной рекламы и понижается или полностью исключается из поисковой выдачи.